# Vigna reflexopilosa
Espèce
Vigna reflexo-pilosa est une espèce de plantes à fleurs dicotylédones de la famille des Fabaceae (légumineuses), sous-famille des Faboideae, originaire de l'Asie du Sud-Est et d'Australasie. C'est une espèce tétraploïde contrairement aux autres espèces du genre Vigna qui sont diploïdes (2n = 2x =22). L'espèce est issue d'une hybridation entre Vigna hirtella et Vigna trinervia.

## Taxinomie

### Synonymes
Selon The Plant List (8 août 2021) :
- Azukia reflexopilosa (Hayata) Ohwi
- Phaseolus mungo sensu F.B.Forbes & Hemsl.
- Phaseolus neocaledonicus Baker f.
- Phaseolus reflexopilosus (Hayata) Ohwi
- Vigna catjang var. sinensis sensu Matsum.

### Variétés
Selon NCBI (8 août 2021) :
- Vigna reflexopilosa var. glabra (Roxb.) N.Tomooka & Maxted
- Vigna reflexopilosa var. reflexopilosa